# Oda und die Schlange

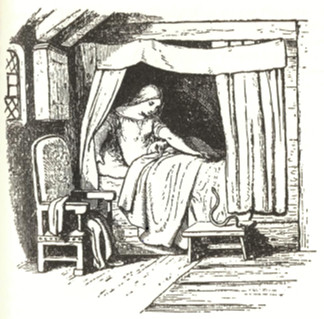
Holzschnitt, Ludwig Richter

Oda und die Schlange ist ein Märchen (AaTh 425 I, 440 II, III). Es steht in Ludwig Bechsteins Deutsches Märchenbuch ab 1853 an Stelle 36 und stammt aus Karl Müllenhoffs Sagen, Märchen und Lieder der Herzogthümer Schleswig, Holstein und Lauenburg von 1845 (Buch 4, Nr. 1: Ode un de Slang). Zudem ist es in ähnlicher Form auch im dänischen und schwedischen Sprachraum bekannt.

## Inhalt
Die älteste Tochter lässt sich vom Markt ein goldenes Spinnrad mitbringen, die zweite eine goldene Weife. Oda, die Jüngste, will was dem Vater unter dem Wagen wegläuft. Es ist eine Schlange, der Vater lässt sie vor der Haustür liegen. Auf Bitten der Schlange lässt Oda sie ins Haus, in ihr Zimmer, zuletzt gar ins Bett. Da wird die Schlange ein Prinz.
In einer dänischen Version soll das Mädchen die Jacke ihres Vaters holen, auf der jedoch eine Schlange liegt. Um das Kleidungsstück zu bekommen, muss das Mädchen versprechen sich auf den Rücken der Schlange zu setzen und mit ihr zu reiten. Sie kommen durch drei Königreiche und langen schließlich im Schloss der Schlange an, wo diese die Erlaubnis bekommt, in der Kammer des Mädchens zu übernachten, es schafft das Mädchen zu küssen und sich in einen Prinzen verwandelt.
In einer schwedischen Version lässt der Vater einen Pelz liegen, den zu holen er seine drei Töchter, einer nach der anderen, beauftragt. Da aber eine Schlange auf ihm liegt, die den Pelz erst hergeben will, wenn sich eine der Töchter auf ihren Rücken setzt und mit ihr reitet, kehren die ersten beiden Töchter unverrichteter Dinge zurück und nur die dritte Tochter willigt ein. Sie reiten durch drei Königreiche, in denen sie jedes Mal ein Nachtquartier bekommen, doch erst in der dritten Nacht erhält die Schlange die Erlaubnis dem Mädchen am Rücken liegen zu dürfen und so verwandelt sich die Schlange in einen Prinzen.

## Herkunft
Bechstein übertrug den kurzen Text ins Hochdeutsche. Erst zum Ende wird er etwas lebhafter („liege aber stille, das sag ich dir!“). Oda streckt „ihre weiche warme Hand aus und hob die kalte Schlange zu sich herauf“, die nämlich nur so erlöst werden konnte. Als Quelle nannte Müllenhoff den Advokaten Griebel aus Heide. Walter Scherf meint, Bechstein richtete den Text für die Kinderstube her und machte ihn „in der arg domestizierten Form“ weithin bekannt. Die humorvoll ausgebaute Wechselrede klinge wie ein Nachhall aus dem schottischen The well of the world‘s end (Joseph Jacobs‘ English fairy tales, Nr. 41). Vgl. dazu Grimms Anmerkung zu Der Froschkönig oder der eiserne Heinrich. Es handelt sich, bei aller Harmlosigkeit und Kürze, um eine Form des Amor und Psyche-Stoffes (ATU 425), wie Grimms Das singende springende Löweneckerchen oder Bechsteins Das Nußzweiglein. Ähnlich ist auch Siebenhaut.
Eine dänische Version, die im Deutschen den Titel Die Schlange und das kleine Mädchen trägt, findet sich bei Svend Grundtvig, III, Nr. 4, S. 15. Diese wurde 1859 von Elise Lindberg auf Bornholm aufgezeichnet. Eine schwedische Version findet sich in August Bondesons  Werk Historiegubbar på Dal (Stockholm 1940) auf den Seiten 117–120. Diese wurde 1884 von Jakob Glader erzählt und von Bondeson aufgezeichnet. Jan-Öjvind Swahn ordnete diese Version des Märchens in seinem Werk The tale of Cupid and Psyche (Lund 1955) zu AT 425 B. Im Deutschen wurde ihr der Titel Königssohn Weiße Schlange gegeben.